# 大芝大橋
大芝大橋（おおしばおおはし）は、広島県東広島市（旧豊田郡安芸津町）にある、本州と大芝島とを結ぶ道路橋である。

## 概要
1993年着工、1997年10月開通。総事業費33億円。県農林の補助事業「大芝地区農林漁業用揮発油税財源身替農道整備事業」により整備された農道橋であり、現在は東広島市が管理している。
国道185号途中のT字路を曲がると見えてくる。海面から約18.0メートル上を通る。離合箇所が2つある車道幅員4.0メートルと狭いこともあり大型車は通行不可。

## 構造

### 諸元
- 路線名：農道小松原大芝線[2]
- 総橋長：470メートル[2]
- 最大支間長：210メートル[2]
- 幅員：5.0メートル（車道4.0メートル）[2]
- 主径間橋種：2面吊ハープ型PC斜張橋[2]
- 主塔高 : 65.14m（本土側）、70.81m（島側）[2]
- 航路限界 : 18m[2]
- 設計 : 長大[4]
- 施工 : 三井住友建設[5]

### 特徴
1997年土木学会田中賞作品部門受賞。PCによる斜張橋であり、この橋種としては2014年現在全国9番目の長さになる。
架橋は高強度コンクリートを用いたプレキャストセグメント工法を用いており、この工法のPC斜長橋としては日本最長の支間長である。基礎工には多柱式基礎を用い、下部工には工期短縮のためプレキャスト型枠を用いている。
同時期に竣工した平羅橋とともにPC斜張橋における技術的向上に貢献した橋でもある。

## 参考資料
- 1997年土木学会田中賞受賞作品 - 土木学会
- 大芝大橋 - 広島県